# Kotschan

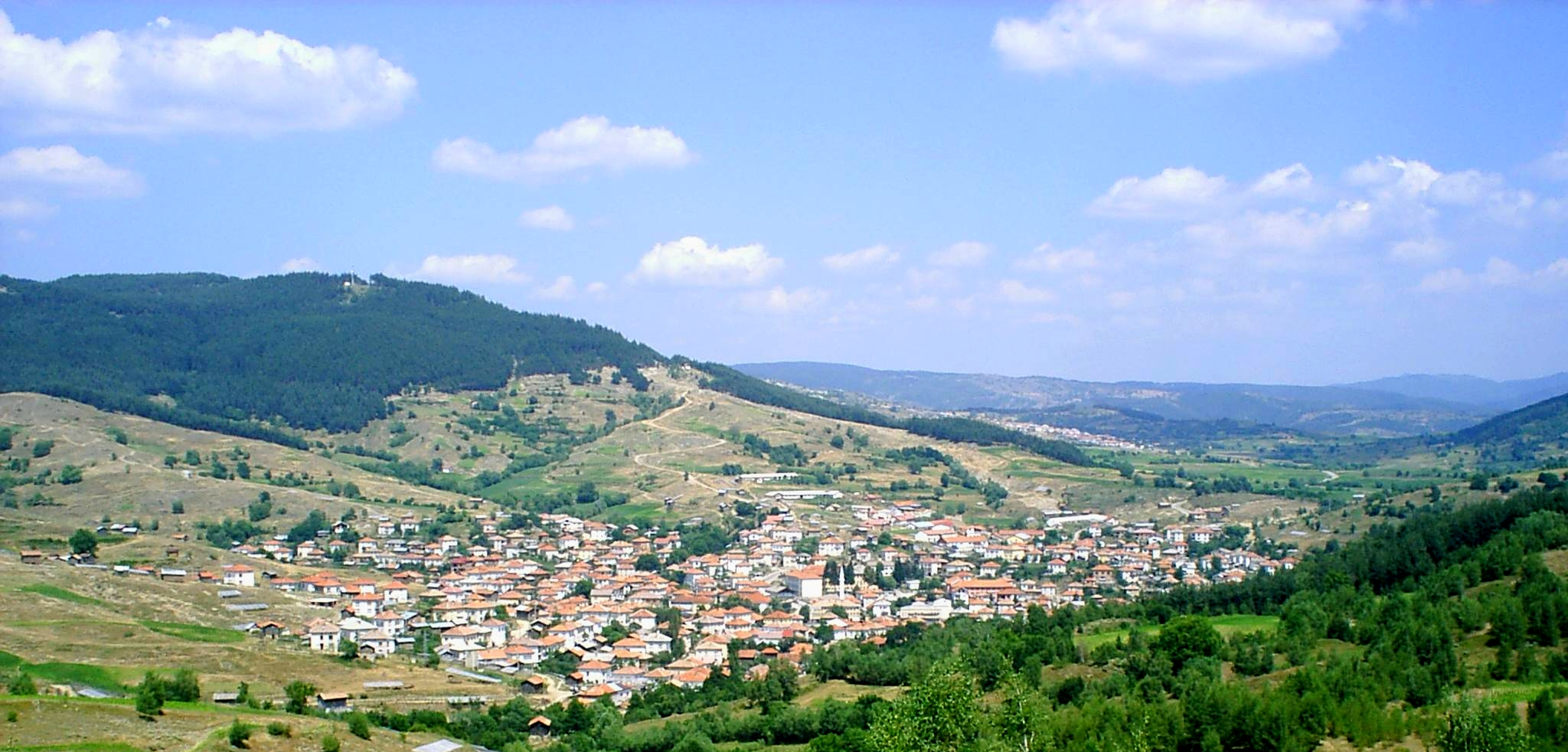
Ein Blick auf das Dorf Kochan (im Vordergrund) und das Dorf Vaklinovo (im Hintergrund).

Kotschan (bulgarisch Кочан) ist ein Dorf in Südwestbulgarien. Es liegt in der Oblast Blagoewgrad.

## Persönlichkeiten
- Kamen Chadschiew (* 1991), Fußballspieler
- Atanas Sechirow (* 1989), Fußballspieler